# E871
La ruta europea E871 és una carretera que forma part de la Xarxa de carreteres europees. Comença a Sofia (Bulgària) i finalitza a Kumànovo (Macedònia del Nord). Té una longitud de 170 km. Té una orientació d'est a oest.